# Cuerpo de élite (serie de televisión)
Cuerpo de élite es una serie de televisión española basada en la película del mismo nombre, producida por Atresmedia Televisión en colaboración con MOD Producciones.
La serie se estrenó el 6 de febrero de 2018 y finalizó el 8 de mayo de 2018. En junio de 2018 se anunció que no renovaría por una segunda temporada.

## Trama
La serie sigue las aventuras y vidas de un cómico, pero eficaz grupo de élite autonómico. Se narran las peripecias de este peculiar grupo secreto policial a las órdenes del Ministro de Interior de España, integrado por una boina verde, una moza de Escuadra, un ertzaina jesuita, un tedax y un ladrón que se hace pasar por policía nacional, que deberán aparcar sus diferencias y resolver juntos misiones imposibles.

## Reparto

### Principal
- Cristina Castaño como Elena Rodríguez Neira, boina verde.
- Canco Rodríguez como Rafael "Rafita" Carmona García, ladrón que se hace pasar por Salvador Baeza, policía nacional de Málaga.
- Adriana Torrebejano como Berta Capdevila, Mosso d'Esquadra.
- Octavi Pujades como Ximo Moltó, TEDAX.
- Álvaro Fontalba como José María "Josemari" Zabaleta, ertzaina.
- María Botto como Andrea Zimmerman, jefa de gabinete del Ministro Ocaña.
- Joaquín Reyes como Julián Ocaña, Ministro del Interior.
- Ismael Martínez es Iñaki Zabaleta, hermano mayor de Josemari y exagente del cuerpo de élite.

#### Con la colaboración especial de
- Antonio Garrido como Miguel Campos Galán "Efe", jefe del cuerpo de élite.
- Ana Morgade como Montserrat "Montse" Gil "Popotitos", antigua secretaria de Efe y actual jefa de inteligencia del cuerpo de élite.
- El Langui como Ramón Carreño, líder de la oposición.

## Episodios
| N.º | Título                          | Dirigido por         | Fecha de emisión original | Audiencia         |
| --- | ------------------------------- | -------------------- | ------------------------- | ----------------- |
| 1   | «El sobrino del Rey»            | Joaquín Mazón Lacasa | 6 de febrero de 2018      | 4 193 000 (24,6%) |
| 2   | «Los Montaner»                  | Joaquín Mazón Lacasa | 13 de febrero de 2018     | 3 391 000 (19,7%) |
| 3   | «Las tarjetas gold»             | Mar Olid             | 20 de febrero de 2018     | 2 885 000 (17,9%) |
| 4   | «La condesa»                    | Mar Olid             | 27 de febrero de 2018     | 2 520 000 (14,9%) |
| 5   | «El fútbol»                     | Joaquín Mazón Lacasa | 6 de marzo de 2018        | 2 999 000 (19,0%) |
| 6   | «La embajada»                   | Mar Olid             | 13 de marzo de 2018       | 2 791 000 (17,3%) |
| 7   | «La donación»                   | Joaquín Mazón Lacasa | 20 de marzo de 2018       | 2 713 000 (17,0%) |
| 8   | «El cloacabús»                  | Mar Olid             | 3 de abril de 2018        | 2 756 000 (16,7%) |
| 9   | «El virus»                      | Adolfo Valor         | 10 de abril de 2018       | 2 270 000 (13,6%) |
| 10  | «Elecciones generales»          | Joaquín Mazón Lacasa | 17 de abril de 2018       | 2 215 000 (14,1%) |
| 11  | «Venezuela»                     | Mar Olid             | 24 de abril de 2018       | 2 049 000 (13,4%) |
| 12  | «El kozinero»                   | Mar Olid             | 1 de mayo de 2018         | 1 944 000 (12,7%) |
| 13  | «El Cuerpo de Élite... catalán» | Joaquín Mazón Lacasa | 8 de mayo de 2018         | 1 832 000 (12,3%) |

### Infiltrados en Cuerpo de élite
Infiltrados en Cuerpo de élite es un programa que descubre más detalles de la serie Cuerpo de élite. Las cámaras del espacio se cuelan en el rodaje de los episodios, mostrando los entresijos de la producción y conociendo de cerca a los protagonistas. Se emitió los sábados a las 22:30 en Atreseries, antes de la reposición de la serie, y dura unos 10 minutos.[cita requerida]

### Evolución de audiencias
| Temporada | Temporada | Episodio número | Episodio número | Episodio número | Episodio número | Episodio número | Episodio número | Episodio número | Episodio número | Episodio número | Episodio número | Episodio número | Episodio número | Episodio número |
| Temporada | Temporada | 1               | 2               | 3               | 4               | 5               | 6               | 7               | 8               | 9               | 10              | 11              | 12              | 13              |
| --------- | --------- | --------------- | --------------- | --------------- | --------------- | --------------- | --------------- | --------------- | --------------- | --------------- | --------------- | --------------- | --------------- | --------------- |
|           | 1         | 4.193           | 3.391           | 2.885           | 2.520           | 2.999           | 2.791           | 2.713           | 2.756           | 2.270           | 2.215           | 2.049           | 1.944           | 1.832           |